# Renate Kampmann
Renate Kampmann (* 1953 in Dortmund) ist eine deutsche Schriftstellerin. Sie ist verheiratet mit Klaus Mikoleit.

## Leben
Renate Kampmann studierte Germanistik und Geschichte und schloss ihr Studium mit dem Magistertitel ab. Bereits zuvor hatte sie in verschiedenen Bereichen Berufserfahrung erworben. Sie arbeitete u. a. als Fremdsprachenkorrespondentin und Produktionsassistentin und war als Dramaturgieassistentin von Peter Zadek in Bochum tätig gewesen. Nach Abschluss ihres Studiums arbeitete sie als Journalistin und Redakteurin, Drehbuchautorin und Fernsehproduzentin in Berlin und Hamburg. Seit 1995 lebt sie als freie Autorin in Hamburg.

## Autorin
Sie schrieb zahlreiche Drehbücher für Fernsehserien und Fernsehfilme. 2001 erschien ihr erster Roman, dessen Protagonistin, die Rechtsmedizinerin Leonie Simon, auch im Mittelpunkt ihrer beiden folgenden Krimis steht.
Der berufliche Werdegang von Renate Kampmann legt die Frage nahe, die ihr in einem Interview gestellt wurde: „Wie kommt man nach Studium und vielfältigen Berufserfahrungen über die Dramaturgieassistenz bei Peter Zadek zum Schreiben von Kriminalromanen und TV-Drehbüchern?“ Die Antwort von Renate Kampmann:
„Das ist eine sehr lange Geschichte. Hier die Kurzfassung: Einige Zufälle, die eine oder andere richtige Entscheidung, eine ausgewogene Mischung von Glück und Pech, ein wenig Chuzpe und natürlich Talent für den Beruf“.

## Werke

### Kriminalromane
- Die Macht der Bilder. Haffmans, Zürich 2001, ISBN 3-251-00513-8
- Im Schattenreich. Kindler, Berlin 2004, ISBN 3-463-40441-9
- Fremdkörper. Kindler, Reinbek 2005, ISBN 3-463-40483-4
- Fremder Schmerz. List, Berlin 2008, ISBN 3-471-79554-5

### Drehbücher
- 1996 Doppelter Einsatz (Fernsehserie, Konzept-Mitarbeit und 12 Folgen) RTL
- 1996 Doppelter Einsatz – Kinder des Saturn (Serienepisode, RTL. 50 Min) (Drehbuch: Renate Kampmann, Regie: Michael Werlin)
- 1996 Doppelter Einsatz – Tod eines Taxifahrers (Serienepisode, RTL, 50 Min) (Drehbuch: Renate Kampmann, Regie: Hans Schönherr)
- 1997 Doppelter Einsatz – Tödliche Verwechslung (Serienepisode, RTL, 50 Min) (Drehbuch: Renate Kampmann, Regie: Michael Knof)
- 1997 Doppelter Einsatz – Julias Baby (Serienepisode, RTL, 50 Min) (Drehbuch: Renate Kampmann, Regie: Dror Zahavi)
- 1997 Alarm für Cobra 11 – Die Autobahnpolizei – Rache ist süß (Serienepisode, 50 Min, RTL) (Drehbuch: Renate Kampmann, Regie: Pete Ariel)
- 1997 Alarm für Cobra 11 – Die Autobahnpolizei – Die verlorene Tochter (Serienepisode, 50 Min, RTL) (Drehbuch: Renate Kampmann, Regie: Robert Sigl)
- 1997 St. Angela – Heldentaten (Serienepisode, ARD, 60 Min) (Drehbuch: Renate Kampmann, Regie: Wolfgang F. Henschel)
- 1997 St. Angela – Herzflirren (Serienepisode, ARD, 60 Min) (Drehbuch: Renate Kampmann, Regie: )
- 1997 St. Angela – Liebe und andere Schwierigkeiten (Serienepisode, ARD, 60 Min) (Drehbuch: Renate Kampmann, Regie: )
- 1998 SOKO 5113 – Brandmal (Serienepisode, ZDF, 45 Min) (Drehbuch: Renate Kampmann, Regie: Carl Lang)
- 1998 SOKO 5113 – Der Sündenbock (Serienepisode, ZDF, 45 Min) (Drehbuch: Renate Kampmann, Regie: Carl Lang)
- 1999 SOKO 5113 – Blutige Spur (Serienepisode, ZDF, 45 Min) (Drehbuch: Renate Kampmann, Regie: Stefan Klisch)
- 2000 SOKO 5113 – Plötzlich und unerwartet (Serienepisode, ZDF, 45 Min) (Drehbuch: Renate Kampmann, Regie: Bodo Schwarz)
- 2000 SOKO 5113 – Der Mann des Jahres (Serienepisode, ZDF, 45 Min) (Drehbuch: Renate Kampmann, Regie: Peter Adam)
- 2001 SOKO 5113 – Besessen (Serienepisode, ZDF, 45 Min) (Drehbuch: Renate Kampmann, Regie: Zbynek Cerven)
- 2001 Bella Block: Bitterer Verdacht (Serienfilm, ZDF, 90 Min) (Drehbuch: Renate Kampmann, Regie: Dagmar Hitz)
- 2002 SOKO 5113 Henkersmahlzeit  (Serienepisode, ZDF, 45 Min) (Drehbuch: Renate Kampmann, Regie: Bodo Schwarz)
- 2002 Davon stirbt man nicht (Fernsehfilm, ARD, 90 Min) (Drehbuch: Renate Kampmann, Regie: Christine Hartmann)
- 2003 Ein starkes Team – Das große Schweigen (Fernsehfilm, ZDF, 90 Min) (Drehbuch: Renate Kampmann, Regie: Maries Pfeiffer) 27. September 2003 ZDF
- 2005 Donna Leon – Beweise, dass es böse ist (Fernsehfilm, teamworx für ZDF, 90 Min) (Drehbuch: Renate Kampmann nach dem gleichnamigen Roman von Donna Leon, Regie: Sigi Rothemund)